# Ugyldig stemme
 Denne artikel omhandler overvejende eller alene danske forhold. Hjælp gerne med at gøre artiklen mere almen.
En ugyldig stemme er en stemme som i forbindelse med et valg anses som ugyldig af dem som overser valget. At stemmen er ugyldig kan være gjort med vilje eller ved et uheld.

## I Danmark
En ugyldig stemme er, i forbindelse med kommunal- og folketingsvalg i Danmark, defineret af Folketinget. De overordnede retningslinjer for at en stemmeseddel er ugyldig er:
- Der er afmærket med et andet symbol end et kryds
- Det ikke med sikkerhed kan afgøres hvilken kandidat der ønskes stemt på.
- Det antages at stemmesedlen ikke er udleveret på valgstedet.
- Der er givet stemmesedlen et særpræg
- Stemmesedlen er blank.

Ud fra de overordnede retningslinjer er der forskellige fortolkninger. Fx er det flere steder acceptabelt at sætte op til tre krydser, men ikke flere.